# Fairchild (condado de Eau Claire, Wisconsin)
Fairchild es un pueblo ubicado en el condado de Eau Claire en el estado estadounidense de Wisconsin. En el Censo de 2010 tenía una población de 343 habitantes y una densidad poblacional de 3,83 personas por km².

## Geografía
Fairchild se encuentra ubicado en las coordenadas 44°38′41″N 90°59′12″O / 44.64472, -90.98667. Según la Oficina del Censo de los Estados Unidos, Fairchild tiene una superficie total de 89.49 km², de la cual 89.42 km² corresponden a tierra firme y (0.08%) 0.07 km² es agua.

## Demografía
Según el censo de 2010, había 343 personas residiendo en Fairchild. La densidad de población era de 3,83 hab./km². De los 343 habitantes, Fairchild estaba compuesto por el 99.42% blancos, el 0% eran afroamericanos, el 0.58% eran amerindios, el 0% eran asiáticos, el 0% eran isleños del Pacífico, el 0% eran de otras razas y el 0% pertenecían a dos o más razas. Del total de la población el 0% eran hispanos o latinos de cualquier raza.